# Anacetrapib
L'anacetrapib est une molécule inhibitrice de la protéine de transfert des esters de cholestérol, en cours de test comme médicament contre le cholestérol.

## Efficacité
Chez l'être humain, il diminue la concentration en LDL cholestérol et augmente celle du HDL. De manière plus précise, il diminue le taux des VLDL de petite ou moyenne taille et des sous types LDL2a, 2b et 3a tout en augmentant celui des LDL4b. Il favorise l'élimination de l'apolipoprotéine B.
Il ne semble pas modifier les chiffres de la tension artérielle, contrairement au torcetrapib, une autre molécule de la même classe, et n'a pas d'action pro-inflammatoire. Chez le patient vasculaire, et en association avec une statine, il permet une diminution faible mais significative du risque de survenue de complications cardio-vasculaires qui s'accroit avec le temps. 
Sur un modèle animal, cette action entraîne une réduction de l'athérome.